# Bătălia de la Schleiz
Bătălia de la Schleiz s-a ținut pe 9 octombrie 1806 în Schleiz, Germania între prusacii Bogislav Friedrich Emanuel von Tauentzien și o parte a corpurilor lui Bernadotte sub comanda lui Jean-Baptiste Drouet, Comte d'Erlon. A fost prima bătălie a Războiului celei de-a Patra Coaliții. 